# Goura de Scheepmaker
La goura de Scheepmaker (Goura scheepmakeri) és una espècie d'ocell de la família dels colúmbids (Columbidae) que habita els boscos del sud-est de Nova Guinea.